# 中央廣播電視總台
中央广播电视总台（缩写：CMG），标准简称中央广电总台，为正部级国务院直属事业单位，由中共中央宣传部归口领导，是中华人民共和国的国营广播电视机构。此外，中央广播电视总台的内部简称“总台”，对外呼号为“中国之声”。
中央广播电视总台的前身是三家原国家新闻出版广电总局直属的副部级中央级广播电视媒体，即中国中央电视台（中国环球电视网）、中央人民广播电台和中国国际广播电台（合称“中央三台”）。中央广电总台於2018年3月21日合并组建成立。

## 历史

### 前史
中央广播电视总台的历史，最早可以追溯至1940年12月30日由中国共产党在陕甘宁边区首府延安创立的延安新华广播电台（一说开播日实为1941年2月1日）。1941年12月3日，延安新华广播电台开始对侵华日军播出15分钟的日语节目，日籍八路军战士原清志（后加入中国籍）用日语报出“这里是延安新华广播电台”，是中国共产党国际广播之开端。1947年3月14日，延安新华广播电台撤出延安，转移至瓦窑堡以东20多里的好坪沟，并于21日更名为“陕北新华广播电台”。随后陕北新华广播电台随中央转战陕甘宁、晋绥、晋冀鲁豫等地，最终于1948年5月转移至河北平山县，期间邯郸等台亦曾经代替陕北台播出，但在此期间“陕北新华广播电台”的呼号一直沿用。1947年9月11日，陕北台又开办了英语语音广播。
1949年3月26日，陕北新华广播电台迁至北平，更名为“北平新华广播电台”。6月5日，中共中央决定，广播事业脱离新华社领导，扩充成立中央广播事业管理处，同时接受中宣部领导。6月20日，北平新华广播电台恢复了日语广播，同时增加了对中国南方播出的广州话、潮州话和厦门话广播。9月，随北平复名北京，北平新华广播电台又改名“北京新华广播电台”。10月1日下午，北京新華廣播電台在天安門廣場向全國實況轉播新中國開國大典實況。12月5日，中央广播事业管理处改名为中央广播事业局，同日北京新華廣播電台第一套更名为中央人民廣播電台，成为中华人民共和国的国家广播电台。
1950年4月10日，中央人民广播电台分拆对内、对外广播节目，对外广播使用“北京广播电台”呼号，并以越南语、缅甸语、泰语、印尼语、朝鲜语五种外语广播，开办以粤语、闽南话、潮汕话、客家话播音的对东南亚华侨的广播。1954年8月15日，中央人民广播电台开始对台湾广播。1978年，中央人民广播电台对外广播部分（北京广播电台）从中央台分离出去，命名为“中国国际广播电台”。
1950年5月22日，中央人民广播电台首个少数民族语言广播节目——藏语广播节目正式播音。8月15日，蒙古语节目正式播音。此后，又陆续开办了朝鲜语、维吾尔语、壮语广播节目。
1951年5月，新中国成立后的第一次全国性体育比赛篮球、排球比赛大会举办。中央人民广播电台向全国广播比赛实况，这也是新中国广播史上第一次通过广播方式转播体育比赛实况。同年11月24日，中华全国体育总会公布推行第一套广播体操；12月1日起，中央台和地方台开办《广播体操》节目，播送专门为这套体操配制的乐曲、口令。
1953年，中央广播事业局派员赴捷克斯洛伐克学习电视技术。1955年，经时任国务院总理周恩来批示，中央广播事业局开始筹备组建电视台。1956年10月，北京举办了第一届日本商品展览会，日本北海道放送的技术人员在展览会上展示电视技术，並進行了三週的實驗電視播出:58，毛泽东等党和国家领导人都曾经参观。1957年夏，中国大陆第一台电视试验机研制成功；8月17日，北京电视台实验台筹备处成立，罗东为主任，孟启予、胡旭为副主任。1957年底，罗东等人又到民主德国和苏联考察电视技术。1958年3月12日，北京广播器材厂制造的全国首套1kW黑白电视图像发射机和500W伴音发射机调试成功，并通过北京中央广播大厦进行测试广播。
1958年5月1日19时，中國大陆第一家電視台、全世界第一个全中文廣播电视频道“北京电视台”（当时隶属于中央人民广播电台，为一个处级单位）成立并开始试播，并于9月2日正式启播，当时每周仅播出3次、每次30分钟，節目播出范围仅限北京地区，最初台内仅有30多名职工，职工主要来自中央人民广播电台、中央新闻纪录电影制片厂、八一电影制片厂。次年每周播出次数增加至6次，再次年又增加至8次。1973年5月1日，北京電視台用八频道在北京地区试播PAL-D制式彩色电视節目，8月7日，彩色电视节目开始通过京津、京沪微波线路向外地传送。10月1日，北京電視台对外正式宣布播出彩色電視節目，播出的內容為教育節目。1975年，实现全彩色节目播出。至1976年底，北京电视台的彩色电视节目已传送至全国25个省、市、自治区。
1978年5月1日，经中国共产党中央委员会批准，原北京电视台定名为中国中央电视台。1992年10月1日，中央电视台开播了对外播出的第四套节目，包括官话（普通话）、粤语、英语、法语、西班牙语节目。2000年9月25日，中央电视台又开办了独立的英语国际频道。2016年底，央视旗下的中国环球电视网开播，中央电视台的英语、法语、西班牙语、阿拉伯语、俄语国际频道和英语纪录频道改以中国环球电视网名义播出。
中央人民广播电台、中国国际广播电台、中国中央电视台长期与中央和国家广播电视管理机关一起在复兴门外的广播大厦办公。1988年3月15日，中国中央电视台迁移至玉渊潭地区新建的彩色电视中心。1992年9月25日，中国国际广播电台位于石景山鲁谷地区的新办公楼开工，1995年10月12日，中国国际广播电台位于石景山鲁谷地区的新办公楼举行落成仪式，1997年5月27日下午16时28分起，中国国际广播电台开始在石景山鲁谷地区新办公楼播出。1992年12月15日，位于广播大厦后院的中央人民广播电台业务楼工程正式开工。1994年底，央广业务楼主体工程竣工。1998年7月，中央人民广播电台业务楼落成并投入使用。1999年2月26日4时，中央人民广播电台全部七套频率完成搬迁至中央人民广播电台业务楼的工作。至此一部三台由合署办公变为分设办公区相对独立办公。此后，中央电视台亦在国贸地区筹建新台址，并于2010年交付使用。2013年6月17日，中央电视台24个公共频道的信号正式通过央视新建成的总部大楼对外播出。广播大厦原来承担的北京城区地面广播电视信号发送机能则于1992年9月30日移交新竣工的中央广播电视塔负责。
在2018年深化党和国家机构改革之前，中国中央电视台、中央人民广播电台、中国国际广播电台同为国家新闻出版广电总局管理的副部级事业单位，合称“中央三台”。

### 成立与重组

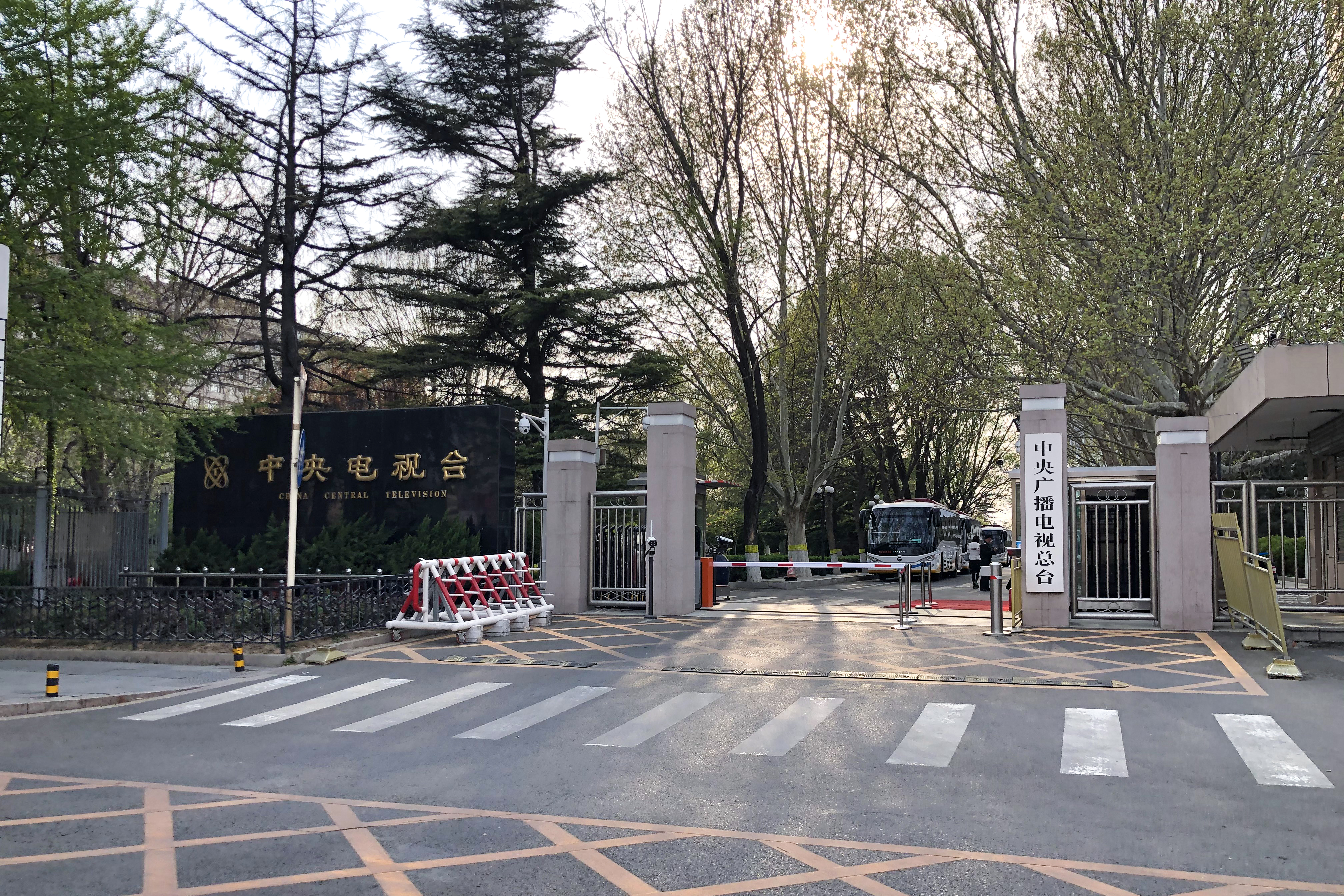
原中央电视台彩电中心东门挂有“中央广播电视总台”牌匾

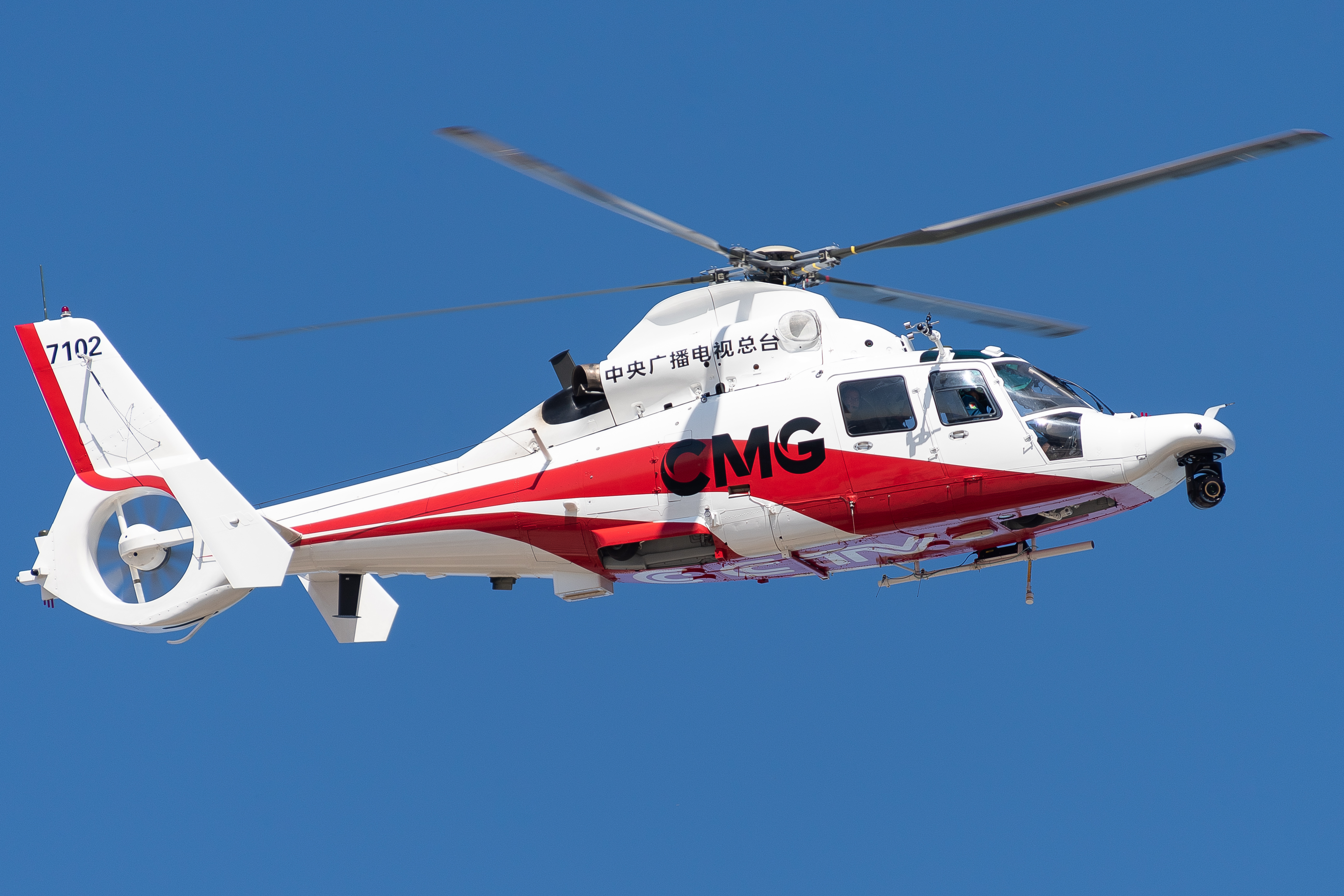
总台使用的直-9WA型航拍直升机，机腹仍然印有CCTV字样

2018年3月21日，中共中央印发《深化党和国家机构改革方案》，其中提到将中央三台合并为“中央广播电视总台”，由国务院直属，并撤销原三台建制，对内保留原呼号，对外统一呼号为“中国之声”。《方案》明确中央广播电视总台的职责为“宣传党的理论和路线方针政策，统筹组织重大宣传报道，组织广播电视创作生产，制作和播出广播电视精品，引导社会热点，加强和改进舆论监督，推动多媒体融合发展，加强国际传播能力建设，讲好中国故事”。原央视台长慎海雄担任中央广播电视总台首任台长兼党组书记。中央广播电视总台成立后，将成为亚洲地区，乃至世界上规模最大的广播机构之一。
2018年4月19日上午，中央广播电视总台举行正式揭牌仪式，本部设在原中央电视台彩色电视中心，原中央电视台老台址正门右侧的“中央电视台”牌匾被拆除，并换上“中央广播电视总台”牌匾，原中央电视台彩电中心更名为中央广播电视总台总部大楼；与此同时，位于光华路的原中央电视台总部大楼、位于复兴门的原中央人民广播电台台址和位于石景山的原中国国际广播电台台址，分别改名为中央广播电视总台光华路办公区、复兴门办公区以及鲁谷办公区，相关牌匾也被更换。
中央广播电视总台成立后，探索实施了多媒体融合发展举措。其中，中央人民广播电台主播首次为《新闻联播》新闻片配音，此前中央人民广播电台主播方亮还为政论专题片《不忘初心继续前进》、《强军》以及纪录片《海龙囤遗址》的配音；另外，中央三台的文艺节目也将实现节目制播全过程的一体化。
自2019年2月4日播出的第37届央视春晚起，其全稱由原本的「中國中央電視台春節聯歡晚會」更名為「中央廣播電視總台春節聯歡晚會」，目前非正式场合的口语实践中保留“央视春晚”这一习惯称呼。
2019年6月，中央广播电视总台新闻中心、中央广播电视总台总编室先后成立，这代表着总台的新闻节目将会实现制播一体化。
2019年8月28日，中央广播电视总台发布了大湾区之声即将开播的消息，同时发布了总台的统一识别标志（台标），结束了中央广电总台成立将近一年半以来没有自家识别标志的局面（总台成立后，中央电视台曾一度并列使用央视、央广、国广、中国环球电视网台标与“中央广播电视总台”文字）。
2019年9月26日，中央广播电视总台首个区域总部和地方总站——長江三角洲总部暨上海总站在上海启用。同日，中央广播电视总台启动高质量发展改版工作，此次改版涉及总台19个电视频道、17套对内广播频率、44种语言对外广播和主要新媒体平台、3个中央重点新闻网站以及央视新闻客户端等各新媒体。
2019年11月7日，位于深圳前海深港基金小镇的中央广播电视总台粤港澳大湾区中心正式启用，该中心承担大湾区之声节目制播及新闻采集平台、新媒体制作等功能。
2019年11月9日，中央广播电视总台全新成立军事节目中心和农业农村节目中心，分别负责中央电视台国防军事频道、中央电视台农业农村频道和中央人民广播电台中国乡村之声的编排和管理。
2020年8月31日，中央广播电视总台各个公共电视频道的地面模拟电视信号在中国大陆各地停止播出。

## 职责
根据《中央广播电视总台职能配置、内设机构和人员编制规定》，中央广电总台承担下列职能：
1. 宣传党的理论和路线方针政策。
2. 统筹组织重大宣传报道。
3. 为党中央、国务院提供内参报道、舆情信息。
4. 组织广播电视和网络视听节目创作生产，制作人民群众喜闻乐见的精品节目，确保安全播出。
5. 坚持正确舆论导向，引导社会热点，加强和改进舆论监督。
6. 打造自主可控、影响力强的新媒体传播平台，推动媒体融合发展。
7. 加强国际传播能力建设，建设国际一流现代化媒体集团，讲好中国故事。
8. 完成党中央、国务院交办的其他任务。

## 机构设置
根据《中央广播电视总台职能配置、内设机构和人员编制规定》等有关规定，中央广电总台设置正局级内设机构29个、直属事业单位2个、派出机构39个。中央广电总台设置下列机构：

### 内设机构
- 办公厅
- 总编室[註 5]
- 新闻中心[註 6]
- 内参舆情中心
- 财经节目中心
- 文艺节目中心[註 7]
- 体育青少节目中心
- 社教中心
- 影视剧纪录片中心
- 民族语言节目中心[註 8]
- 军事节目中心[註 9]
- 农业农村节目中心[註 10]
- 港澳台节目中心
- 英语环球节目中心（CGTN）
- 亚洲非洲地区语言节目中心[註 11]
- 欧洲拉美地区语言节目中心
- 华语环球节目中心
- 融合发展中心
- 新闻新媒体中心
- 视听新媒体中心
- 国际传播规划局
- 人事局[註 12]
- 财务局
- 总经理室[註 13]
- 技术局[註 14]
- 国际交流局[註 15]
- 创新发展研究中心
- 机关党委
- 离退休干部局

### 直属事业单位
- 中央广播电视总台音像资料馆
- 中央广播电视总台影视翻译制作中心

### 直属企业单位
- 中国国际电视总公司
- 央广传媒集团有限公司
- 央视国际网络有限公司
- 国广传媒发展有限公司
- 中国电视剧制作中心有限责任公司
- 北京国广物业管理有限公司
- 中央新闻纪录电影制片厂（集团）
- 中国国际广播出版社有限公司
- 中国环球广播电视有限公司
- 中国国际广播音像出版社
- 中广影视卫星有限责任公司
- 中广视资产管理有限公司
- 央视频融媒体发展有限公司

### 派出机构
国内各总站
- 中央广播电视总台长三角总部（中央广播电视总台上海总站）[55]（上海国际传媒港）
- 中央广播电视总台广东总站（中央广播电视总台粤港澳大湾区总部）[56]
  - 中央广播电视总台粤港澳大湾区中心[註 16]
- 中央广播电视总台北京总站[57]
- 中央广播电视总台天津总站[58]
- 中央广播电视总台河北总站[59]
- 中央广播电视总台河南总站[60]
- 中央广播电视总台山西总站
- 中央广播电视总台山东总站[61]
- 中央广播电视总台辽宁总站[62]
- 中央广播电视总台吉林总站
- 中央广播电视总台黑龙江总站
- 中央广播电视总台江苏总站[63]
- 中央广播电视总台安徽总站
- 中央广播电视总台浙江总站（国家（杭州）短视频基地）[64]
- 中央广播电视总台江西总站[65]
- 中央广播电视总台福建总站
- 中央广播电视总台广西总站（中国-东盟传媒港）[66]
- 中央广播电视总台海南总站
- 中央广播电视总台湖北总站
- 中央广播电视总台湖南总站
- 中央广播电视总台重庆总站[67]
- 中央广播电视总台四川总站
- 中央广播电视总台新疆总站[68]
- 中央广播电视总台宁夏总站
- 中央广播电视总台青海总站
- 中央广播电视总台陕西总站
- 中央广播电视总台甘肃总站
- 中央广播电视总台云南总站
- 中央广播电视总台贵州总站
- 中央广播电视总台西藏总站
- 中央广播电视总台内蒙古总站

驻外各总站
- 中央广播电视总台非洲总站（中国环球电视网非洲分台）[註 17]
- 中央广播电视总台亚太总站（香港记者站、澳门记者站）[註 18]
- 中央广播电视总台欧洲总站（中国环球电视网欧洲分台）[註 19]
- 中央广播电视总台北美总站（中国环球电视网北美分台）[註 20]
- 中央广播电视总台中东总站[註 21]
- 中央广播电视总台亚欧总站[註 22]
- 中央广播电视总台拉美总站[註 23]
- 中央广播电视总台联合国总站[註 24]

## 历任领导
| 台长 - 慎海雄（2018年3月21日－） 党组书记 - 慎海雄（2018年3月－） | 总编辑 - 慎海雄（2020年5月9日－） |

| 副台长 - 阎晓明（2018年3月21日－2023年2月5日） - 蒋希伟（2020年4月20日－2023年2月5日） - 王晓真（2022年3月14日－） - 胡劲军（2023年2月5日－2025年2月21日） - 邢博（2023年2月5日－） - 齐竹泉（2025年4月24日－） 总会计师 …… - 董为民（2020年12月－） | 副总编辑 …… - 范昀（2023年10月－） 编务会议成员 …… - 薛继军（2019年10月－） - 姜文波（2019年10月－） - 李挺（2019年10月－） - 彭健明（2021年5月－，兼总经理室总经理） - 周振红（2024年5月－，兼办公厅主任） |